# 世田谷区立大蔵運動公園
世田谷区立大蔵運動公園（せたがやくりつおおくらうんどうこうえん）は、東京都世田谷区大蔵にある公園。

## 概要
陸上競技場、野球場、体育館、屋内・屋外プール、ゴルフ練習場、テニスコートなど、多数の運動施設をもつ。このほか園内には、国鉄C57形蒸気機関車が展示されている。

## 主な施設
- 陸上競技場（世田谷区立大蔵運動公園陸上競技場）
- 野球場
- 体育館
- 屋外プール・温水プール
- ゴルフ練習場
- テニスコート
- 洋弓場
- ローラースケート場
- アスレチック広場
- 自由広場
- 子供の遊び場（児童園・幼児園）
- 林苑・バラ園・梅林
- 親水園（丸子川）
- 駐車場・駐輪場

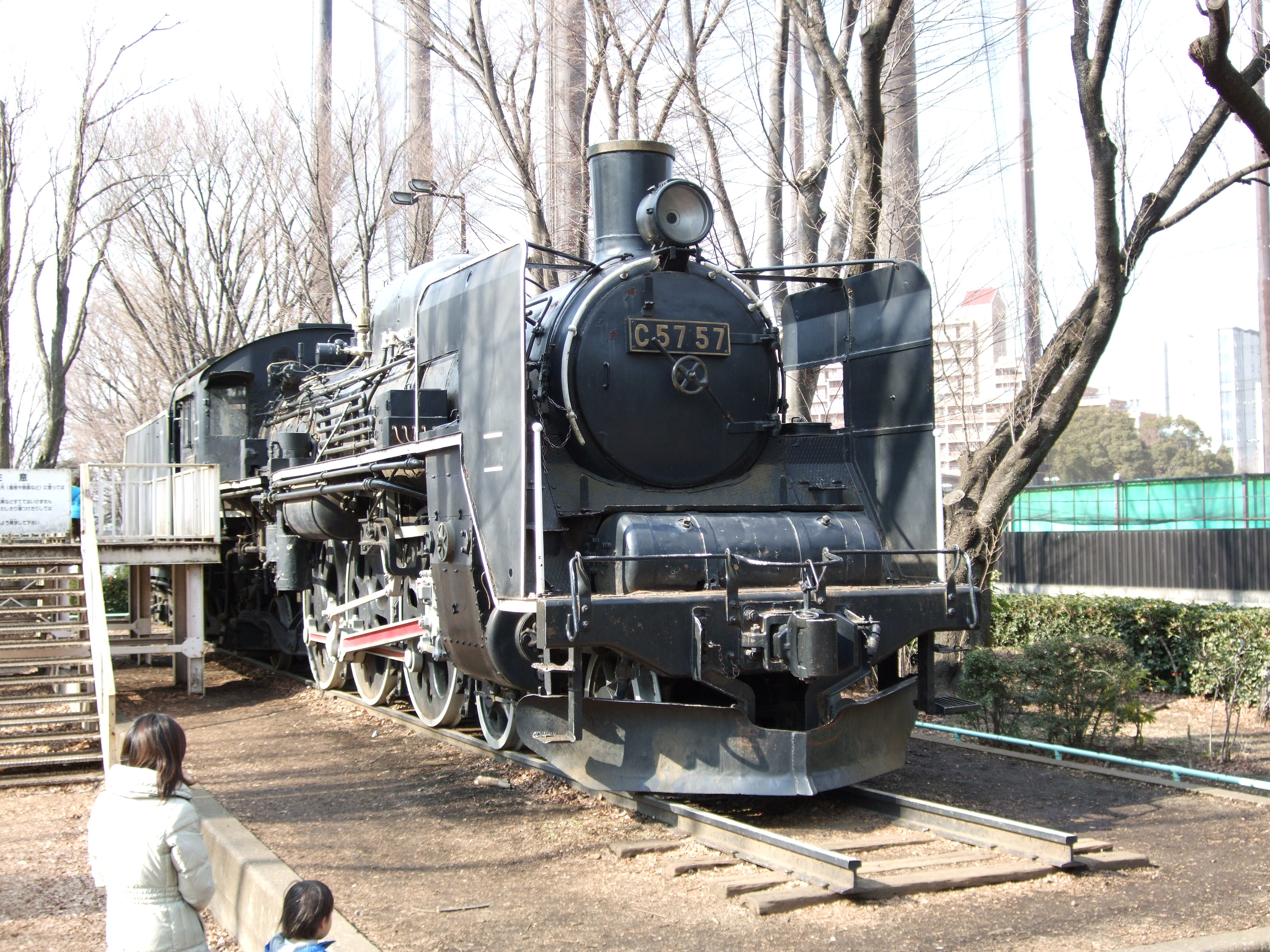
園内に保存されているC57 57
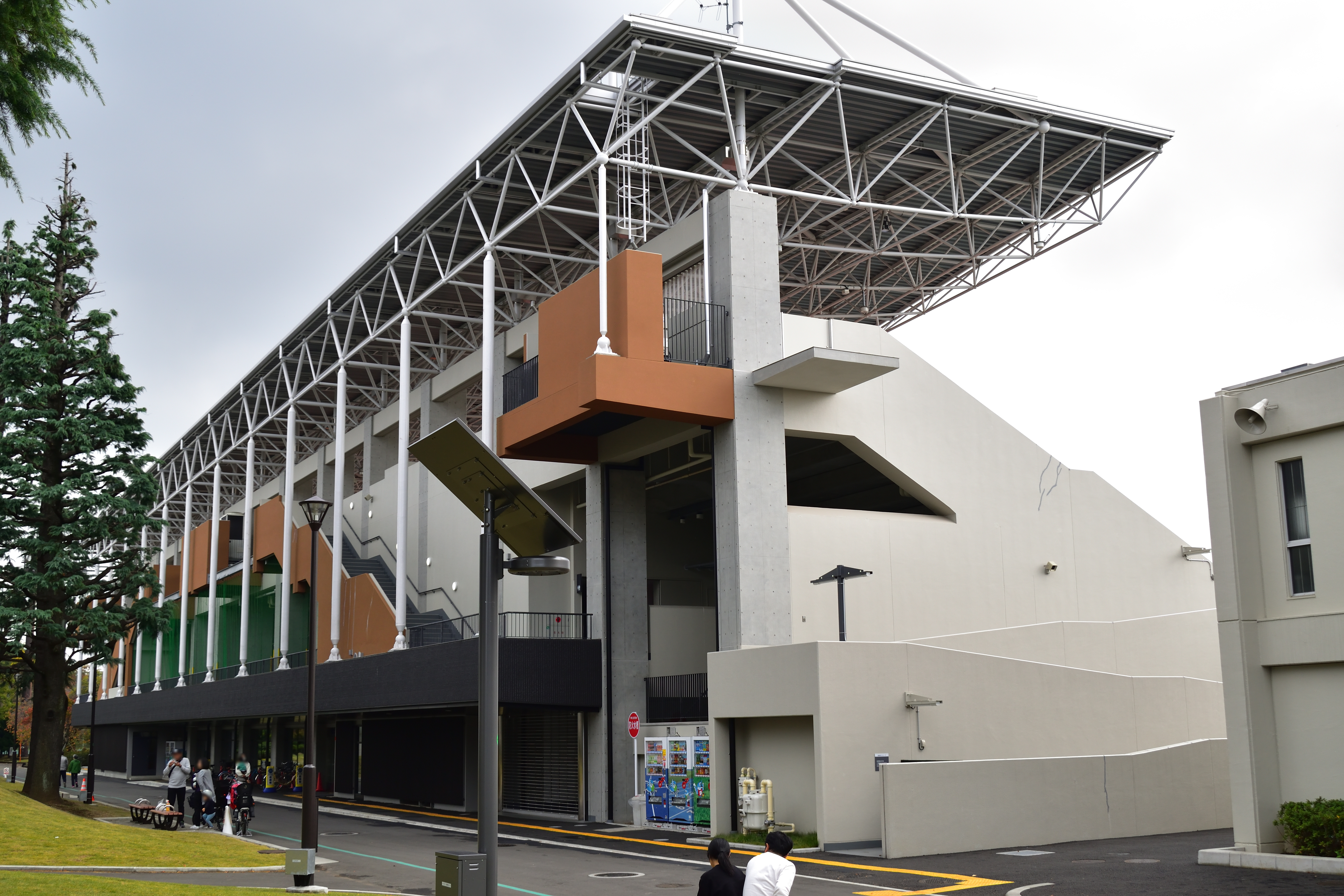
陸上競技場スタンド
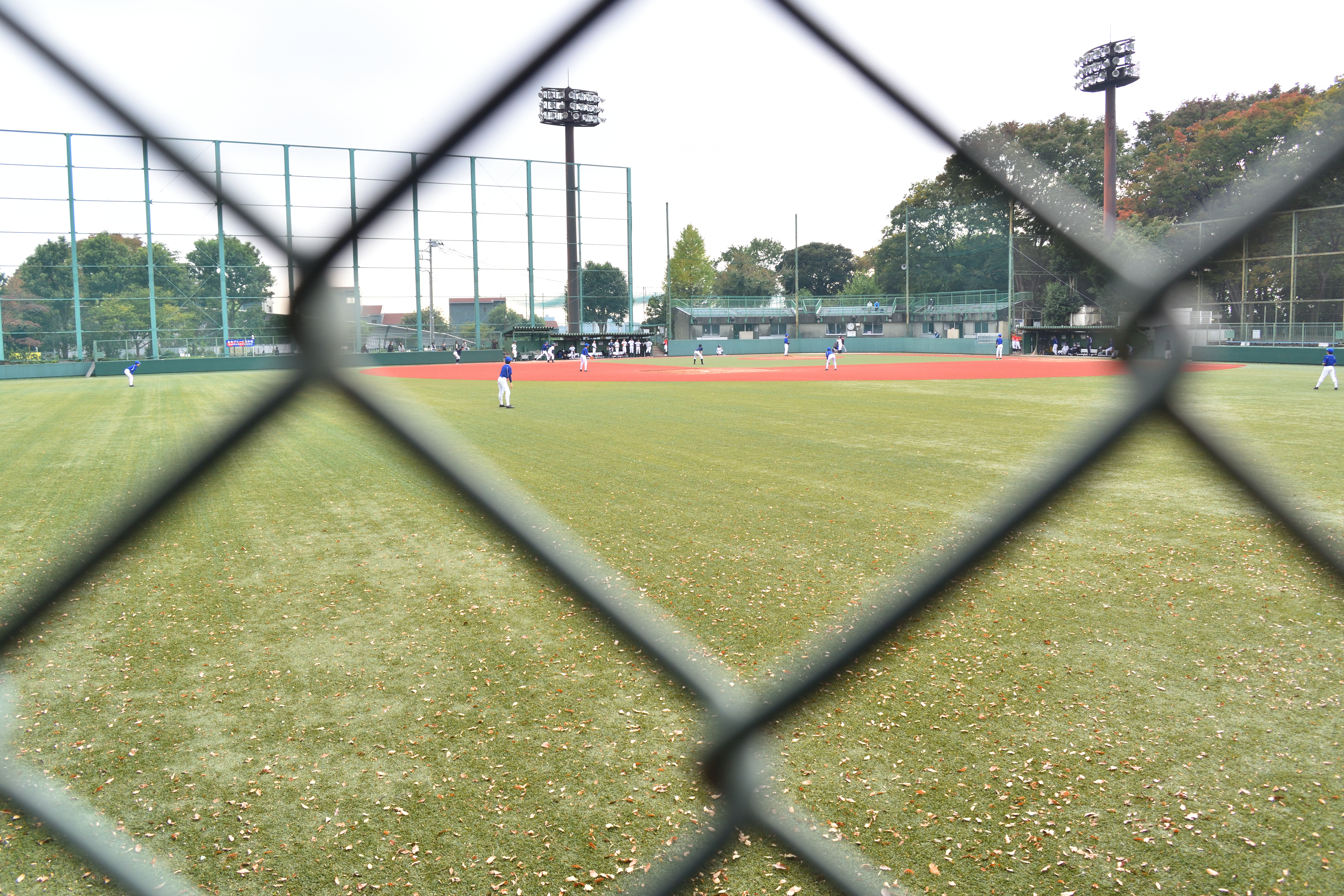
野球場
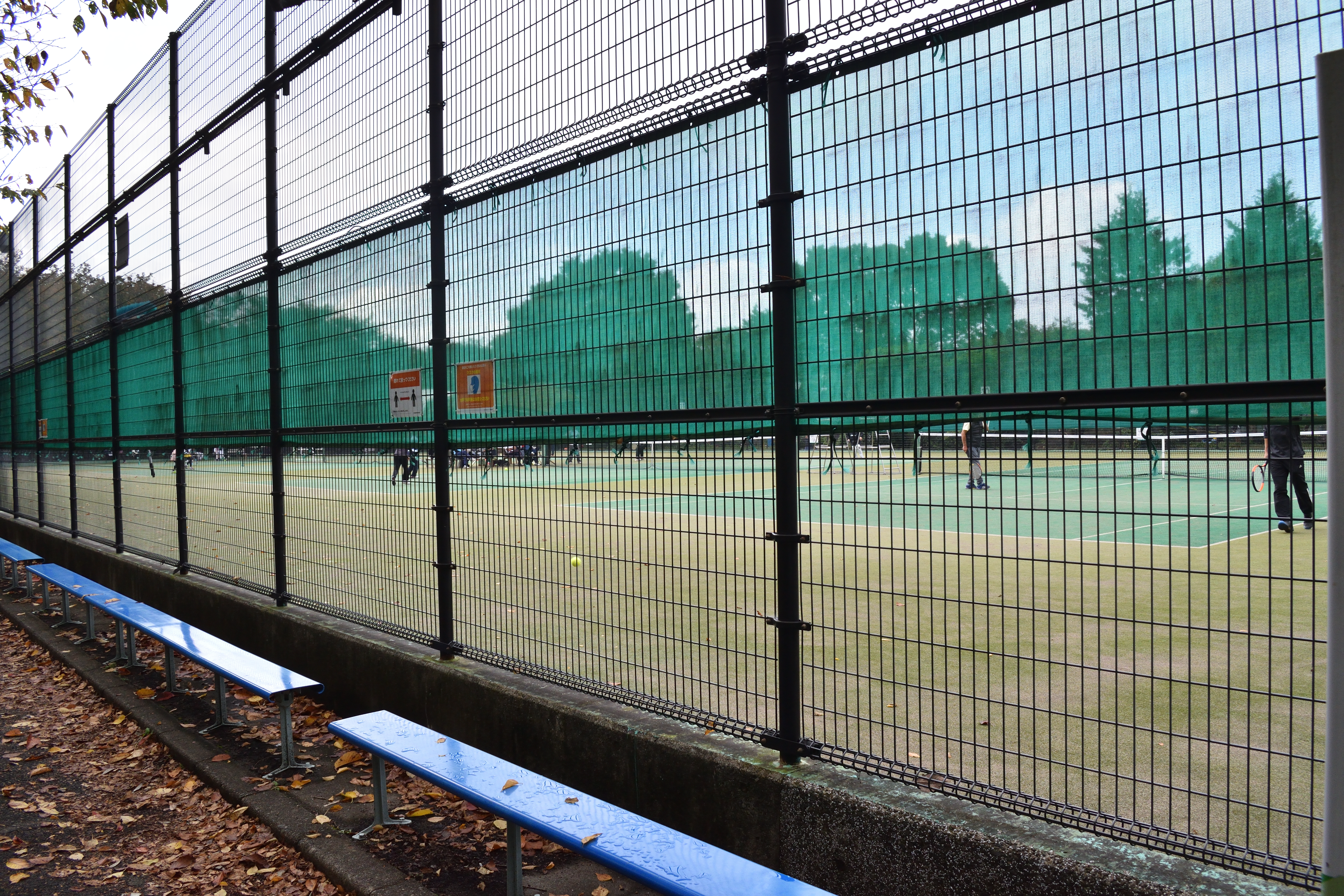
テニスコート
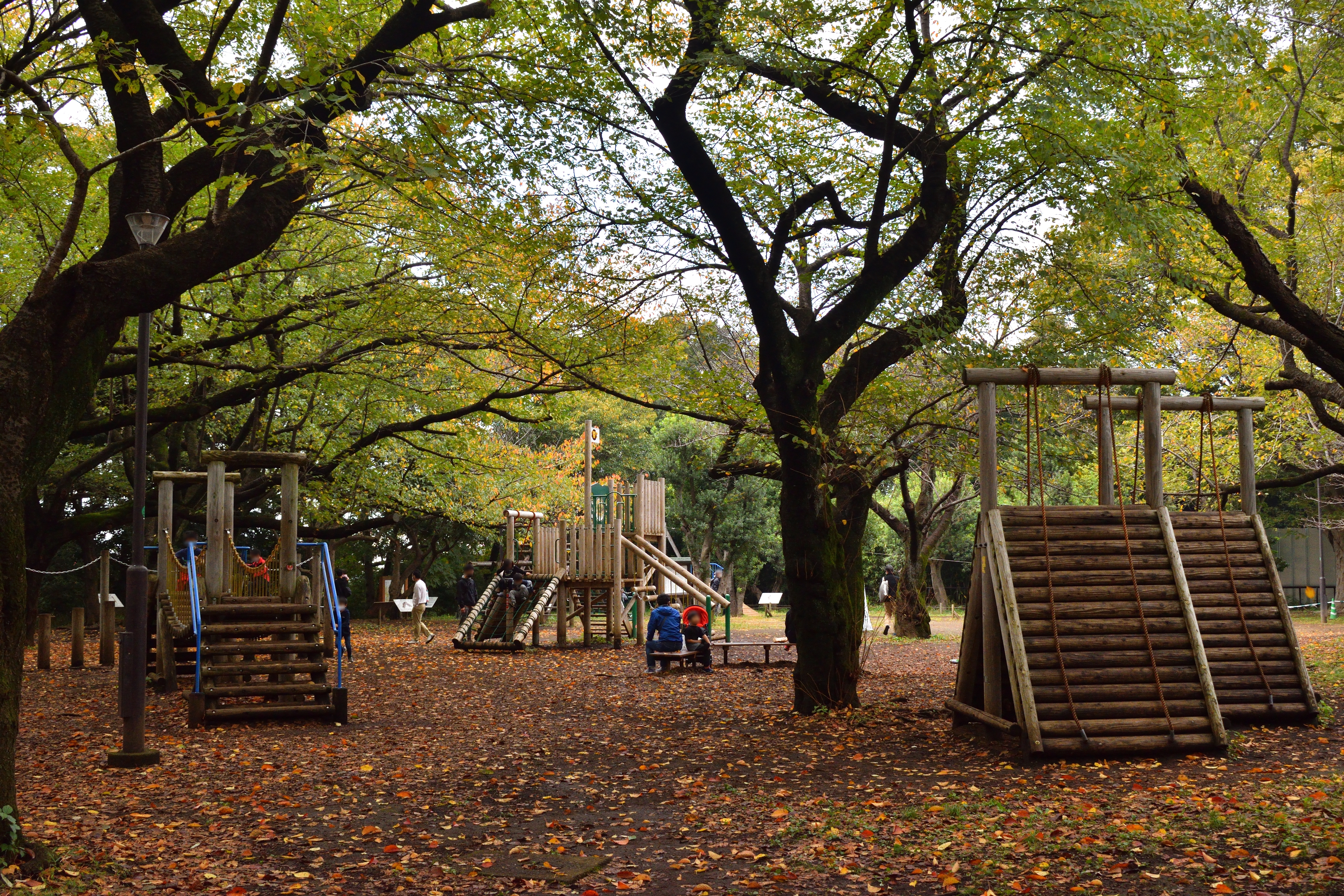
アスレチック広場
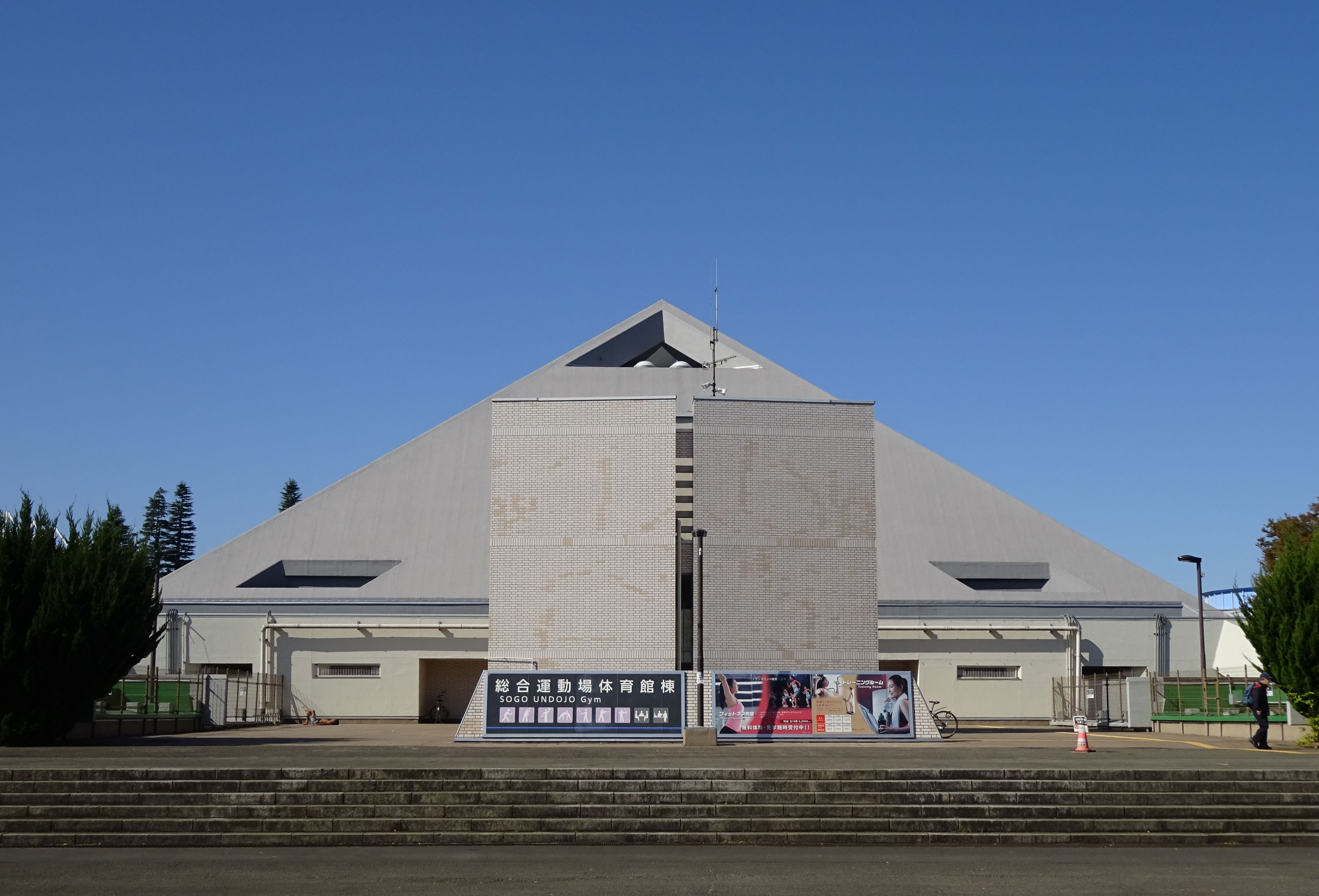
総合体育館棟

## アクセス
- 「成育医療研究センター前」下車（徒歩5分）
- 「NHK技術研究所」下車（徒歩6分）
- 「大蔵二丁目」下車（徒歩6分）
- 「日大商学部前」下車（徒歩6分）
  - （渋24）渋谷駅 - 成城学園前駅
  - （渋26）渋谷駅 - 調布駅南口
  - （等12）等々力操車所 - 用賀駅 - 成城学園前駅
  - （用06）用賀駅 - 成城学園前駅
- 「区立総合運動場」下車すぐ
  - （玉31）二子玉川駅 - 成育医療研究センター前 - 成城学園前駅

## 店舗情報
体育館に小さな売店あり。温水プール2階に洋食屋あり。自動販売機あり。